# 荻生徂徠
荻生 徂徠（おぎゅう そらい、寛文6年2月16日（1666年3月21日） - 享保13年1月19日（1728年2月28日））は、江戸時代中期の儒学者、思想家、文献学者。
名は双松（）、字・実名は「茂卿」で、字としては「もけい」、実名としては「しげのり」と読む。通称は惣右衛門（）。徂徠（）と号し（一説では「徂來」が正しいとする）、また、蘐園（）とも号した。「徂徠」の号は『詩経』「徂徠之松」に由来し、「松が茂る」の意味である「茂卿」ともに松に関する名であることが指摘される。本姓は物部氏で、「物徂徠（）」「物茂卿」とも号した。
父は江戸幕府第5代将軍徳川綱吉の侍医だった荻生景明。弟は第8代将軍となる徳川吉宗の侍医を務め、明律の研究で知られた荻生北渓。

## 概要
朱子学や伊藤仁斎の仁斎学を批判し、古代の言語、制度文物の研究を重視する「古文辞学」を標榜した。古代の言語を全く知らないと朱熹を批判し、多くの場合、仁斎をも批判した。ただし、仁斎の解釈への批判は、それに相当する記述が『論語古義』に見えない場合もある。

## 生涯

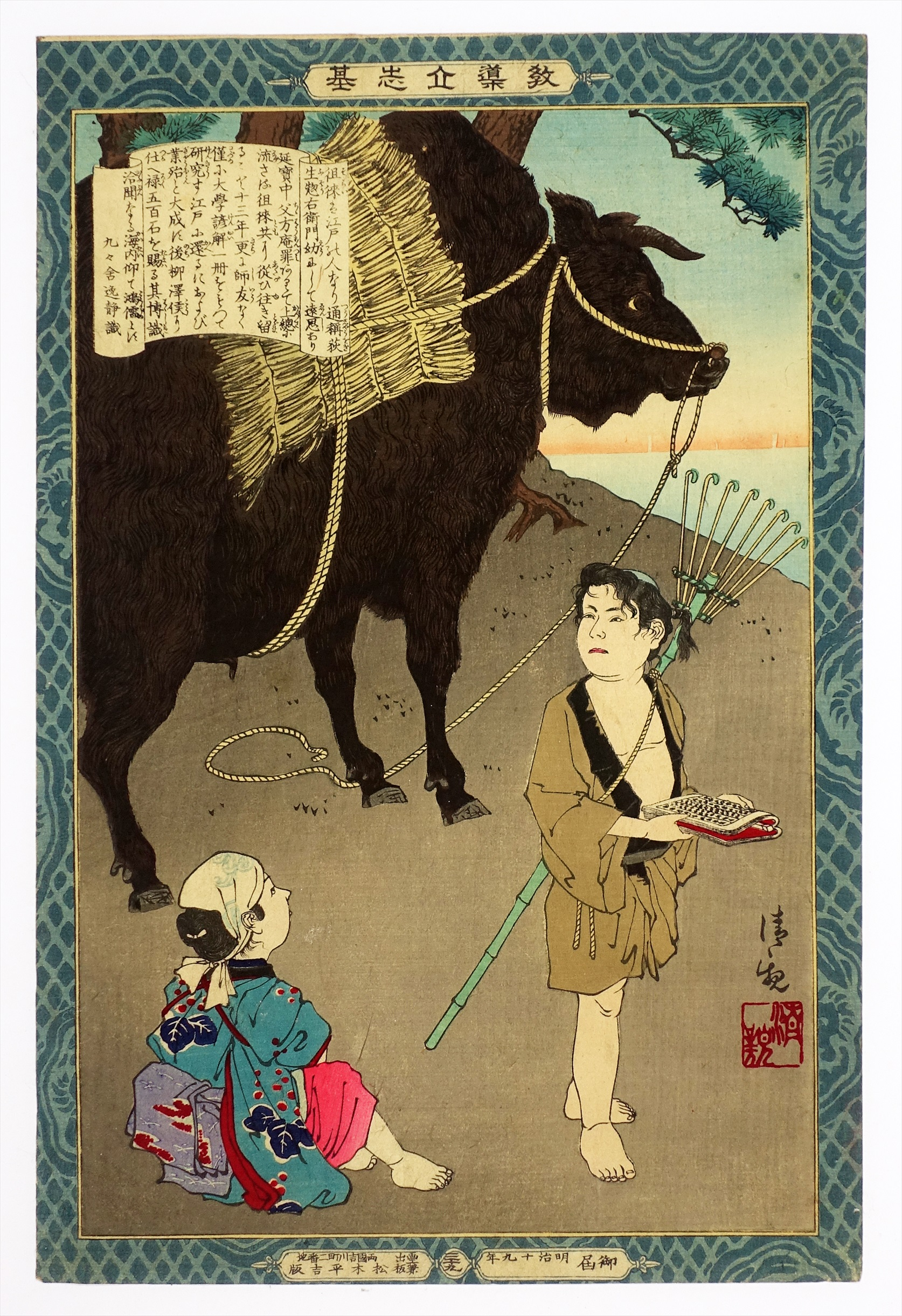
『教導立志基』「物徂徠」（小林清親筆）。勉学に励む上総時代の徂徠を描く。

江戸に生まれる。幼くして学問に優れ、林春斎や林鳳岡に学んだ。しかし延宝7年（1679年）、当時館林藩主だった徳川綱吉の怒りに触れた父が江戸から放逐され、それによる蟄居に伴い、14歳にして家族で母の故郷である上総国長柄郡本納村（現・千葉県茂原市）に移った。
ここで主要な漢籍や和書、仏典を13年あまり独学し、のちの学問の基礎をつくったとされる。この上総時代を回顧して自分の学問が成ったのは「南総之力」と述べている。元禄5年（1692年）、父の赦免で共に江戸に戻り、ここでも学問に専念した。芝増上寺の近くに塾を開いたが、当初は貧しく食事にも不自由していたのを近所の豆腐屋に助けられたといわれている（「#徂徠豆腐」参照）。
元禄9年（1696年）、将軍・綱吉側近で幕府側用人・柳沢保明（）に抜擢され、吉保の領地の川越で15人扶持を支給されて彼に仕えた。のち500石取りに加増されて柳沢邸で講学、ならびに政治上の諮問に応えた。将軍・綱吉の面識も得ている。吉保は宝永元年（1705年）に甲府藩主となり、宝永7年（1706年）に徂徠は吉保の命により甲斐国を見聞し、紀行文『風流使者記』『峡中紀行』として記している。宝永6年（1709年）、綱吉の死去と吉保の失脚にあって柳沢邸を出て日本橋茅場町に居を移し、そこで私塾・蘐園塾（）を開いた。やがて徂徠派という一つの学派（蘐園学派）を形成するに至る。なお、塾名の「蘐園」とは塾の所在地・茅場町にちなむ（隣接して宝井其角が住み、「梅が香や隣は荻生惣右衛門｣ という俳句がある）。 

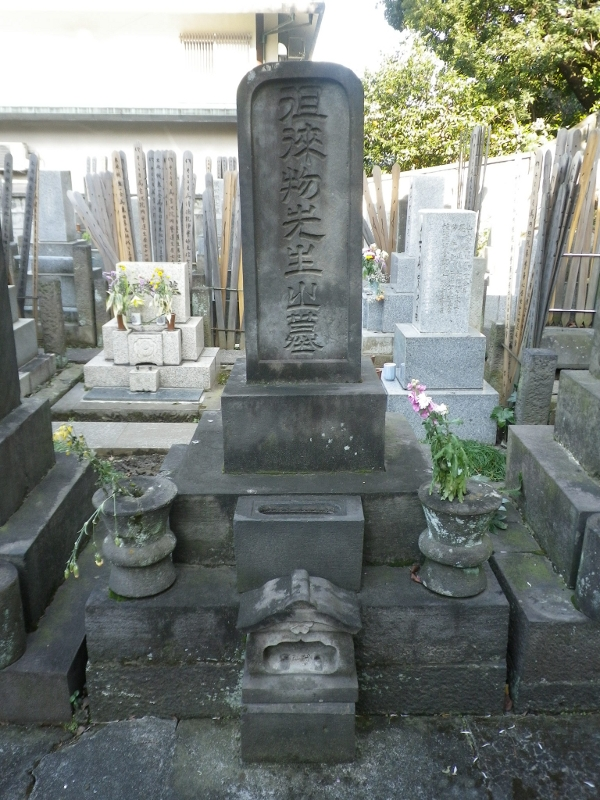
荻生徂徠墓（東京都港区）

享保7年（1722年）以後は8代将軍・徳川吉宗の信任を得て、その諮問に与った。追放刑の不可を述べ、これに代えて自由刑とすることを述べた。豪胆で自ら恃むところ多く、支那趣味を持っており、中国語にも堪能だったという。多くの門弟を育てて享保13年（1728年）に死去、享年63。墓所は東京都港区三田4丁目の長松寺（）にあり、昭和24年（1949年）に国の史跡に指定された。

### 子孫
荻生家は現代まで東京で続いており、伝来していた自筆稿本は1970年代にマイクロフィルム撮影され全集（後述）校訂に利用された。儒学や経世論以外に、明代漢詩の注釈書『五言絶句百首解』、徂徠が考案したとされる独自ルールの広将棋解説書『広象棋譜面』、琉球王国江戸上り使節の記録『琉球聘使記』などが含まれる。

## 思想

### 徂徠学の成立
朱子学を「憶測にもとづく虚妄の説にすぎない」と批判、朱子学に立脚した古典解釈を批判し、古代中国の古典を読み解く方法論としての古文辞学（蘐園学派、日本の儒教学派においては古学に分類される）を確立した。中国文化に興味を持ち、文学や音楽を好んだ徂徠は、漢籍を読むときも訓読せず、元の発音のまま読むことによって本来の意味が復元できると考えた。
主著『弁名』『弁道』では、「名」と「物」の関係を考察した。「名」とは道や仁義礼智のような儒教の概念のことであり、それは古代中国の聖人（先王）の時代には儀礼や習俗のことである「物」と一致していた。それは先王が「名」を与えることで「礼楽刑政」という儀礼体系を「道」（道徳ではなく社会制度）として成立させ、社会を創出したからである。しかし、後世になると「物」は忘れられ、「名」だけが残った。その「名」を南宋時代の意味で理解する朱子に対して、徂徠は「六経」を読むことで古代の「物」を考証し、本来の「名」を復元できると主張した。

### 経世思想
古文辞学によって解明した知識をもとに、中国古代の聖人が制作した「先王の道」（「礼楽刑政」）に従った「制度」を立て、政治を行うことが重要だとした。徂徠は農本主義的な思想を説き、武士や町人が帰農することで、市場経済化に適応できず困窮（「旅宿の徒」）していた武士を救えると考えた。
徂徠は柳沢吉保や第8代将軍徳川吉宗への政治的助言者でもあった。吉宗に提出した政治改革論『政談』には、徂徠の政治思想が具体的に示されている。人口問題の記述や身分にとらわれない人材登用論は特に有名である。これは、日本思想史の流れのなかで政治と宗教道徳の分離を推し進める画期的な著作でもあり、こののち経世思想（経世論）が本格的に生まれてくる。服部南郭をはじめ徂徠の弟子の多くは風流を好む文人として活躍したが、『経済録』を遺した弟子の太宰春台や、孫弟子（宇佐美灊水弟子）の海保青陵は市場経済をそれぞれ消極的、積極的に肯定する経世論を展開した。兵法にも詳しく、『孫子国字解』を残した。卓越した『孫子』の注釈書と言われている。

### 後世への影響
直接の弟子筋の他にも徂徠学に影響を受けた者は多い。大坂の町人が運営した私塾である懐徳堂では朱子学者の中井竹山などが徂徠学を批判した。その中からは富永仲基のような優れた文献学者が輩出されていった。また、本居宣長は古文辞学の方法に大きな影響を受け、それを日本に適用した『古事記』『日本書紀』研究を行った。徂徠学の影響力は幕末まで続き、西洋哲学者の西周は徂徠学を学んでいた。

## 元禄赤穂事件への見解
元禄赤穂事件における赤穂浪士の処分裁定論議では、林鳳岡をはじめ室鳩巣、浅見絅斎などが主君のための仇討を賛美して助命論を展開したのに対し、徂徠は義士を切腹させるべきだと主張した（後述のように異説あり）。
- 『徂徠擬律書』と呼ばれる文書において、

「義は己を潔くするの道にして法は天下の規矩也。礼を以て心を制し義を以て事を制す、今四十六士、其の主の為に讐を報ずるは、是侍たる者の恥を知る也。己を潔くする道にして其の事は義なりと雖も、其の党に限る事なれば畢竟は私の論也。其の所以のものは、元是長矩、殿中を憚らず其の罪に処せられしを、またぞろ吉良氏を以て仇と為し、公儀の免許もなきに騒動を企てる事、法に於いて許さざる所也。今四十六士の罪を決せしめ、侍の礼を以て切腹に処せらるるものならば、上杉家の願も空しからずして、彼等が忠義を軽せざるの道理、尤も公論と云ふべし。若し私論を以て公論を害せば、此れ以後天下の法は立つべからず」

と述べている。これは、幕府の諮問に対して徂徠が上申したとされる細川家に伝わる文書だが、真筆であるかは不明。
同じく、浅野家赤穂藩があった兵庫県赤穂市も『徂徠擬律書』は、幕府に残らず細川家にのみ残っていること、徂徠の「四十七士論」（下記）と徂徠の発想・主張に余りに違いがありすぎることから、後世の偽書であるとの考察をしている。
- 一方、『政談』のうち「四十七士論」[10]（宝永2年）では、「内匠頭の刃傷は匹夫の勇による『不義』の行為であり、討ち入りは主君の『邪志』を継いだもので義とは言えず」と論じている[11]。

徂徠の弟子・太宰春台が、「徂徠以外に『浪士は義士にあらず』という論を唱える者がなく、世間は深く考えずに忠臣と讃えている」と述べている点から徂徠の真筆であると思われる。

## 創作での徂徠

### 徂徠豆腐
落語や講談・浪曲の演目で知られる『徂徠豆腐』は、将軍の御用学者となった徂徠と、貧窮時代の徂徠の恩人の豆腐屋が赤穂浪士の討ち入りを契機に再会する話である。江戸前落語では、徂徠は貧しい学者時代に空腹の為に金を持たずに豆腐を注文して食べてしまう。豆腐屋は、それを許してくれたばかりか、貧しい中で徂徠に支援してくれた。その豆腐屋が、浪士討ち入りの翌日の大火で焼けだされたことを知り、金銭と新しい店を豆腐屋に贈る。ところが、義士を切腹に導いた徂徠からの施しは江戸っ子として受けられないと豆腐屋はつっぱねた。それに対して徂徠は、

「豆腐屋殿は貧しくて豆腐を只食いした自分の行為を『出世払い』にして、盗人となることから自分を救ってくれた。法を曲げずに情けをかけてくれたから、今の自分がある。自分も学者として法を曲げずに浪士に最大の情けをかけた、それは豆腐屋殿と同じ。」

と法の道理を説いた。さらに「武士たる者が美しく咲いた以上は、見事に散らせるのも情けのうち。武士の大刀は敵の為に、小刀は自らのためにある。」と武士の道徳について語った。これに豆腐屋も納得して贈り物を受け取るという筋。浪士の切腹と徂徠からの贈り物をかけて「先生はあっしのために自腹をきって下さった」と豆腐屋の言葉がオチになる。

#### 三つの坂
「人生には三つの坂がある。上り坂、下り坂、そして『まさか』という坂」という語句は、この徂徠豆腐のセリフである。華麗なる一族で引用され、それで有名になった。

## 著作

### 単著
- 『弁道』
- 『弁名』
- 『擬自律書』
- 『太平策』
- 『政談』
  - 『政談』辻達也 校注、岩波書店〈岩波文庫 青-41〉、1987年7月。ISBN 978-4-00-330041-1。
  - 『政談　服部本』平石直昭 校注、平凡社〈東洋文庫 811〉、2011年9月。ISBN 978-4-582-80811-7。
  - 『荻生徂徠「政談」』尾藤正英 抄訳、講談社〈講談社学術文庫 2149〉、2013年1月。ISBN 978-4-06-292149-7。
- 『学則』
- 『論語徴』
  - 『論語徴 1』小川環樹 訳注、平凡社〈東洋文庫 575〉、1994年3月。ISBN 978-4-582-80575-8。 - 全2巻。
  - 『論語徴 2』小川環樹 訳注、平凡社〈東洋文庫 576〉、1994年4月。ISBN 978-4-582-80576-5。
  - 『論語徴 1』小川環樹 訳注、平凡社〈ワイド版東洋文庫 575〉、2009年9月。ISBN 978-4-256-80575-6。 - 全2巻。
  - 『論語徴 2』小川環樹 訳注、平凡社〈ワイド版東洋文庫 576〉、2009年9月。ISBN 978-4-256-80576-3。
- 『孫子国字解』
  - 『注釈 孫子国字解 上』今倉章 注釈、希望、2016年11月。ISBN 978-4-909001-00-9。 - 全2巻。「第1篇 始計編 (PDF) 」。
  - 『注釈 孫子国字解 下』今倉章 注釈、希望、2017年1月。ISBN 978-4-909001-01-6。
- 『明律国字解』
  - 『徂徠集 序類 1』澤井啓一・岡本光生・相原耕作・高山大毅 訳注、平凡社〈東洋文庫 877〉、2016年11月。ISBN 978-4-582-80877-3。 - 全2巻。
  - 『徂徠集 序類 2』澤井啓一・岡本光生・相原耕作・高山大毅 訳注、平凡社〈東洋文庫 880〉、2017年1月。ISBN 978-4-582-80880-3。
- 『荻生徂徠全詩』 荒井健・田口一郎 訳注、平凡社〈東洋文庫〉全4巻、2020年3月-

### 全集
『荻生徂徠全集』は、みすず書房と河出書房新社から出版されたが、ともに未完結である。

#### みすず書房版・全集
- 『荻生徂徠全集 学問論集』 第1巻、島田虔次 編輯、みすず書房、1973年。ISBN 978-4-622-00961-0。
- 『荻生徂徠全集 言語篇』 第2巻、戸川芳郎・神田信夫 編輯、みすず書房、1974年。ISBN 978-4-622-00962-7。
- 『荻生徂徠全集 経学 Ⅰ』 第3巻、小川環樹 編、みすず書房、1977年。ISBN 978-4-622-00963-4。
- 『荻生徂徠全集 経学 Ⅱ』 第4巻、小川環樹 編、みすず書房、1978年。ISBN 978-4-622-00964-1。
- 『荻生徂徠全集 統治論 Ⅱ』 第13巻、川原秀城・池田末利 編輯、みすず書房、1987年。ISBN 978-4-622-00973-3。
- 『荻生徂徠全集 随筆 Ⅰ』 第17巻、西田太一郎 編、みすず書房、1976年。ISBN 978-4-622-00977-1。
- 『荻生徂徠全集 随筆 Ⅱ』 第18巻、日野龍夫 編輯、みすず書房、1983年。ISBN 978-4-622-00978-8。

#### 河出書房新社版・全集
- 『荻生徂徠全集』 第1巻、今中寛司・奈良本辰也 編、河出書房新社、1973年。 - 収録：弁道、弁名、蘐園随筆、蘐園十筆。
- 『荻生徂徠全集』 第2巻、今中寛司・奈良本辰也 編、河出書房新社、1978年7月。 - 収録：論語徴、大学解、中庸解、孟子識。
- 『荻生徂徠全集』 第3巻、島田虔次 編輯、河出書房新社、1975年。 - 収録：読荀子、読韓非子、読呂氏春秋、尚書学、孝経識、経子史要覧、論語弁書、原文・校異・解題。
- 『荻生徂徠全集』 第5巻、島田虔次 編輯、河出書房新社、1977年1月。 - 収録：訳文筌蹄、訓訳示蒙、絶句解、絶句解拾遺、古文矩・文変、詩文国字牘、南留別志、風流使者記。
- 『荻生徂徠全集』 第6巻、島田虔次 編輯、河出書房新社、1973年。 - 収録：政談、太平策、徂徠先生答問書、蘐録、蘐録外書。

### 選集
- 『荻生徂徠集 日本の思想12』金谷治編、筑摩書房、1970年
現代語訳：学則／弁道／弁名(抄)／論語徴(抄)。
- 『荻生徂徠 日本思想大系36』吉川幸次郎ほか編、岩波書店、1973年 	
弁道（西田太一郎校注）／弁名（西田太一郎校注）／学則（西田太一郎校注）　
政談（辻達也校注）／太平策（丸山真男校注）／徂徠集（西田太一郎校注）
- 『荻生徂徠 日本の名著16』尾藤正英 責任編集、中央公論社、1974年。ISBN 978-4-12-400356-7。
現代語訳：前野直彬訳・学則、弁道、弁名(抄)、徂徠集(抄)、中野三敏訳・答問書、尾藤訳・政談(抄)。
  - 『荻生徂徠　日本の名著 16』中央公論社〈新装版 中公バックス〉、1983年、再版1995年 エラー: 日付が正しく記入されていません。（説明）。ISBN 978-4-12-400406-9。

## 門人
- 安藤東野
- 亀井昭陽
- 住江滄浪
- 太宰春台
- 服部南郭
- 平野金華
- 山井崑崙
- 山県周南
- 宇佐美灊水

## 演じた俳優
- 岸田森 - 『元禄太平記』（NHK大河ドラマ、1975年）
- 辰巳柳太郎 - 『大岡越前』（1975年、TBS）
- 西村晃 - 『年末時代劇スペシャル 忠臣蔵』（1985年、NTV）
- 津嘉山正種 - 『八代将軍吉宗』（NHK大河ドラマ、1995年）

## 関連文献
- 丸山眞男『日本政治思想史研究』東京大学出版会、新版1983年
- 子安宣邦『事件としての「徂徠学」』青土社、1990年。ちくま学芸文庫、2000年8月
- 子安宣邦『徂徠学講義 『弁名』を読む』岩波書店、2008年7月
- 野口武彦『荻生徂徠』中公新書、1993年。ISBN 978-4-12-101161-9
- 佐藤雅美『知の巨人 荻生徂徠伝』KADOKAWA、2014年4月。ISBN 978-4-04-110755-3。
  - 佐藤雅美『知の巨人 荻生徂徠伝』角川文庫、2016年4月。ISBN 978-4-04-104213-7。評伝小説
- 田尻祐一郎『荻生徂徠』明徳出版社〈叢書日本の思想家 15 儒学編〉、2008年3月。ISBN 978-4-89619-615-3。
- 平石直昭『荻生徂徠年譜考』平凡社、1984年5月。ISBN 978-4-582-48802-9。
- 吉川幸次郎『仁斎・徂徠・宣長』岩波書店、1975年6月。ISBN 978-4-00-000959-1。
- 藍弘岳『漢文圏における荻生徂徠 医学・兵学・儒学』東京大学出版会、2017年12月。ISBN 978-4-13-036265-8。
- 中村春作『徂徠学の思想圏』ぺりかん社
- 『政談』近藤たかし（まんが）、講談社〈講談社まんが学術文庫 0005〉、2018年4月。ISBN 978-4-06-510668-6
- 小島康敬『徂徠学と反徂徠』ぺりかん社、1994年